# Myrsine lessertiana
Myrsine lessertiana är en viveväxtart som beskrevs av A. Dc. Myrsine lessertiana ingår i släktet Myrsine och familjen viveväxter. Inga underarter finns listade i Catalogue of Life.

## Bildgalleri

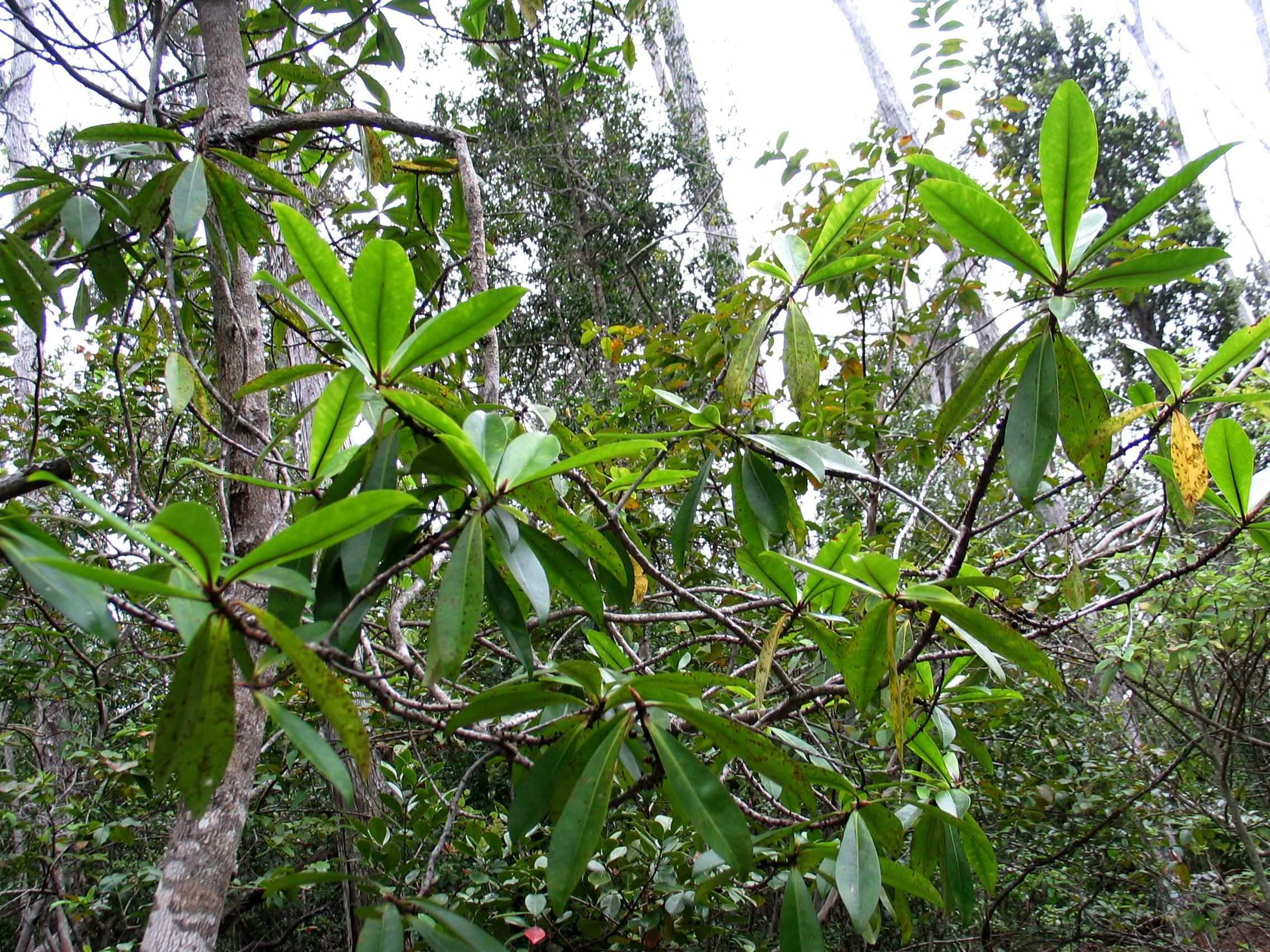
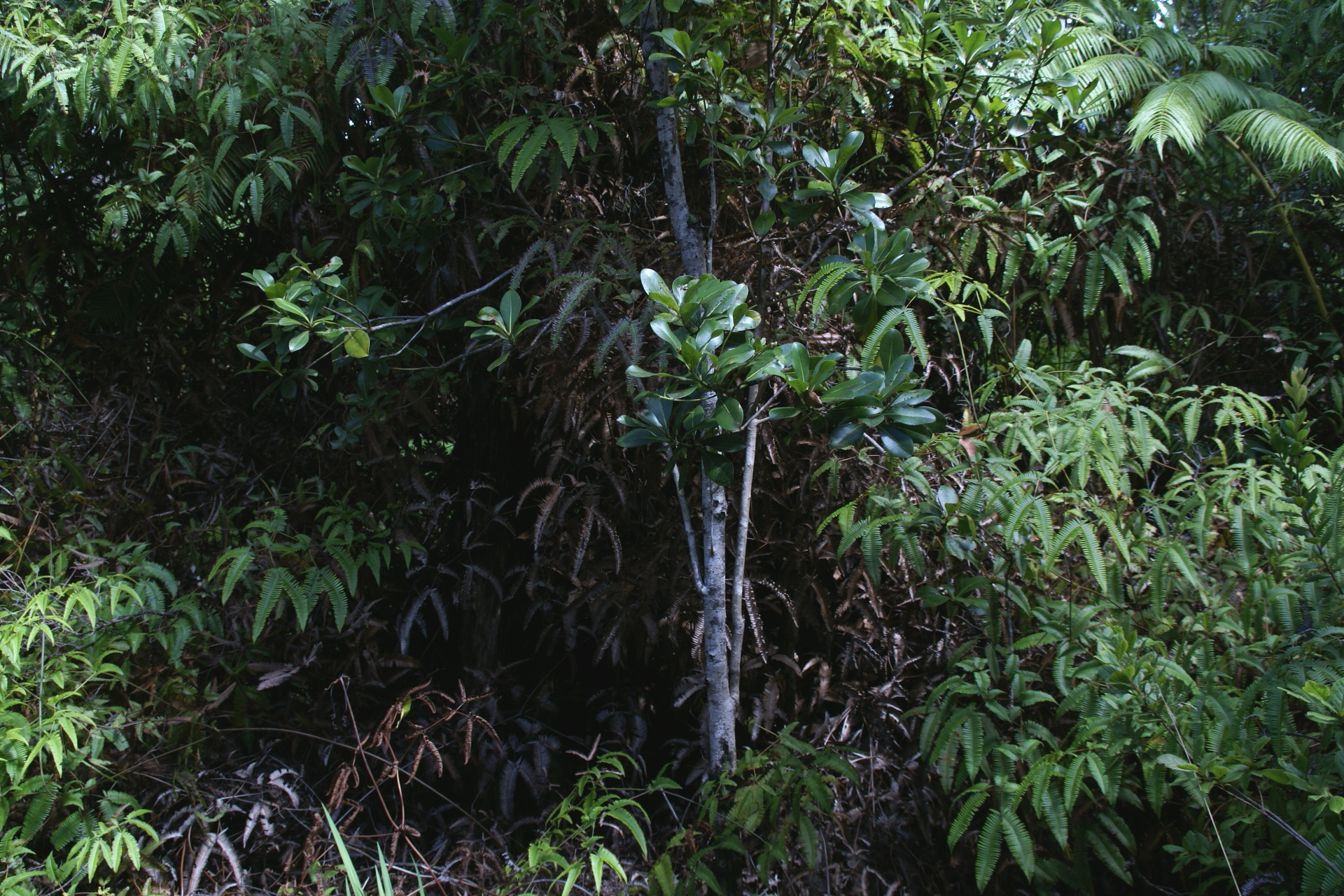
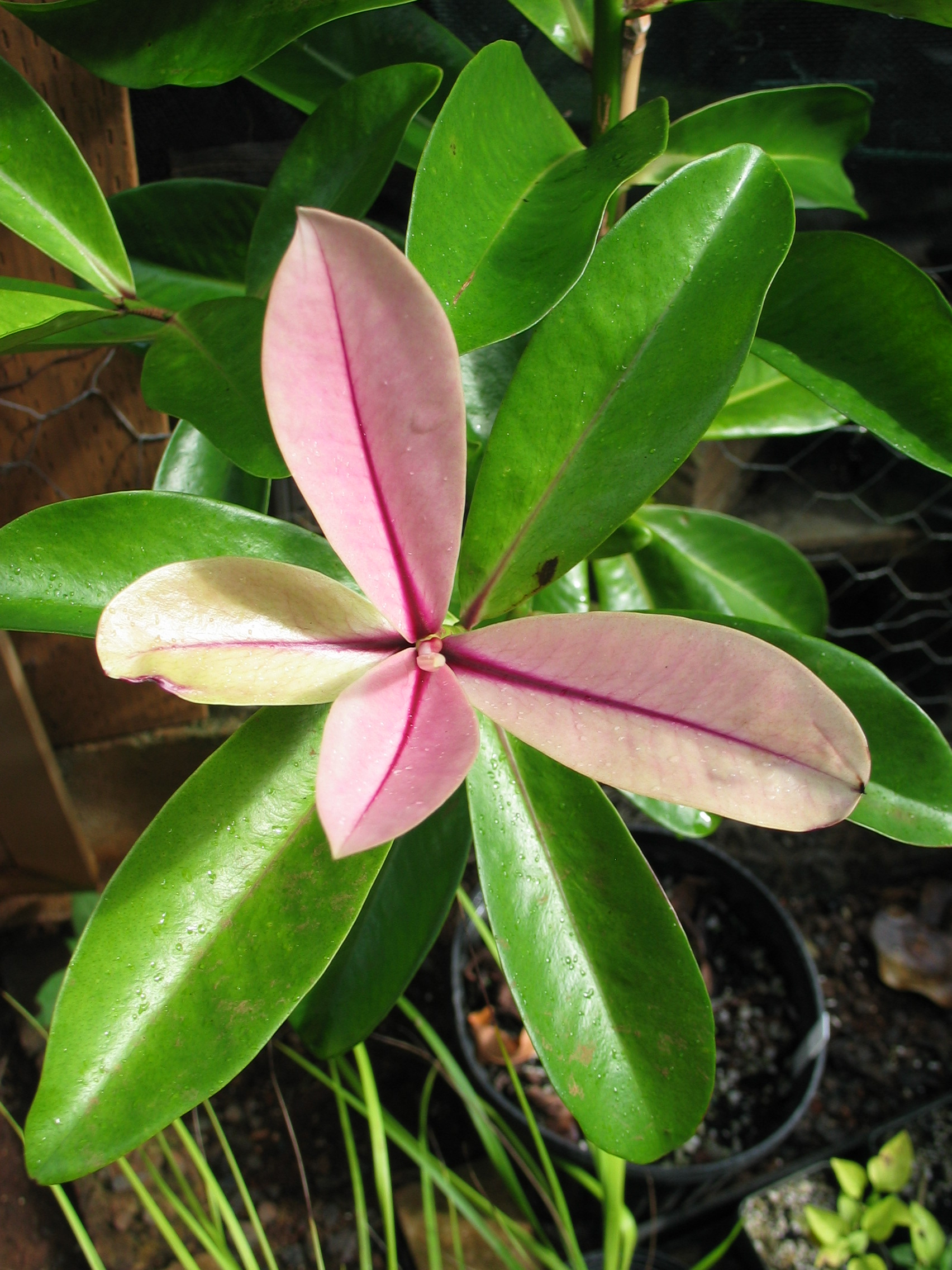
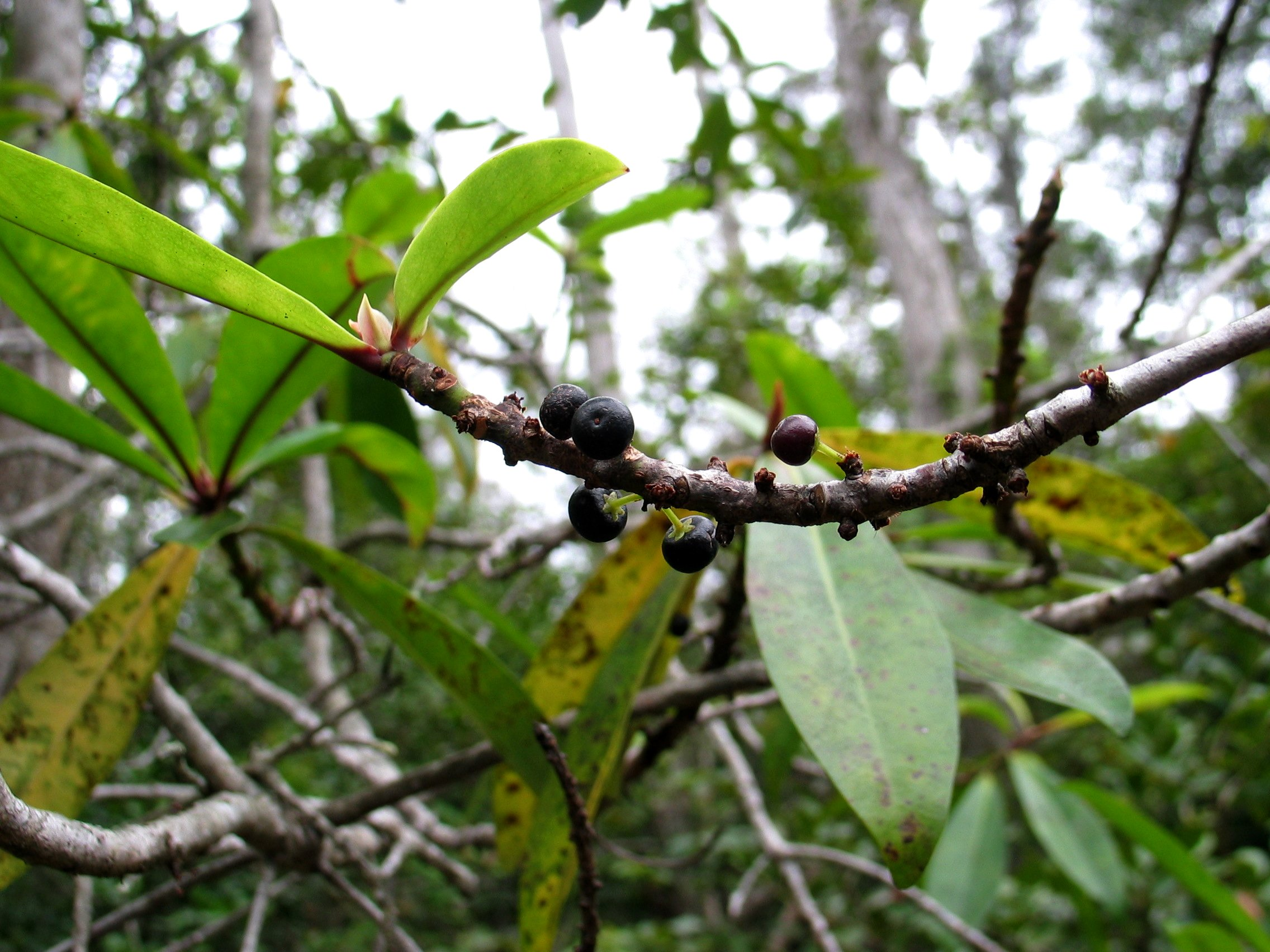
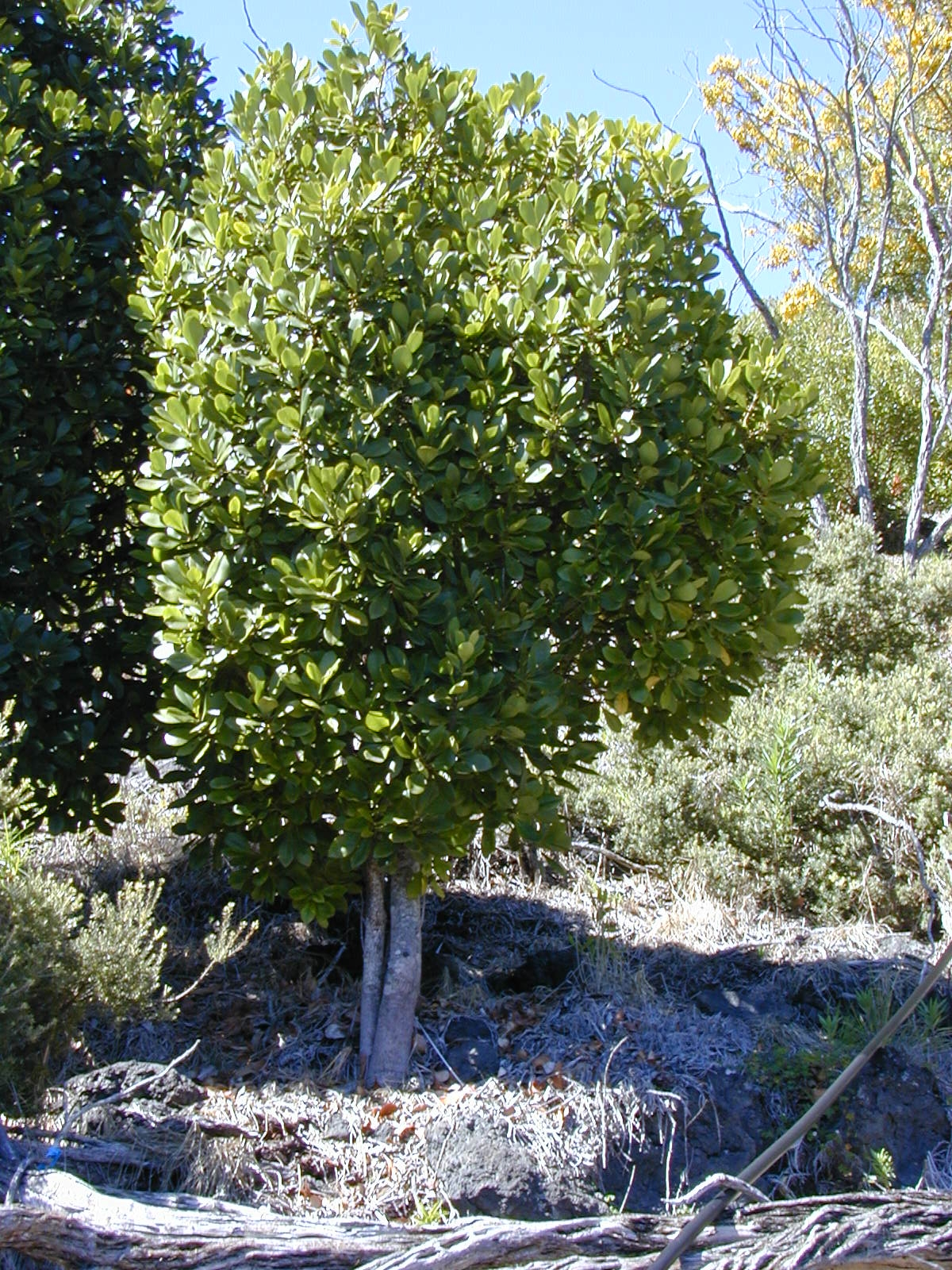
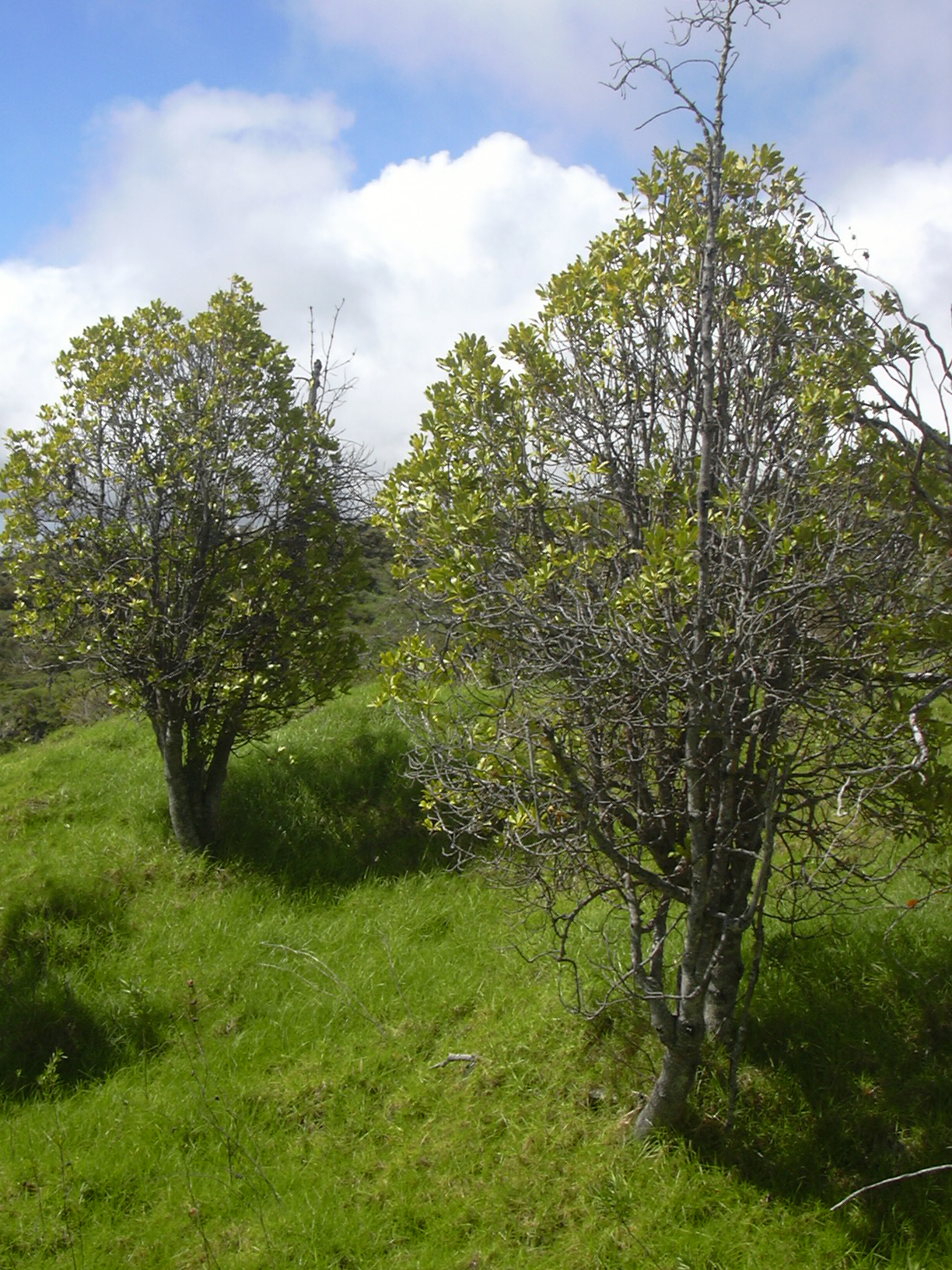